# إدوارد جوتكنيتشت
إدوارد جوتكنيتشت (بالألمانية: Eduard Gutknecht) مواليد 19 مارس 1982 في كازاخستان، هو ملاكم محترف ألماني بدأ مسيرته الاحترافية سنة 2006 حيث انتصر في نزاله الأول.

## المسيرة الاحترافية
من نزالاته:
- خسر أمام يورغن براهمر (12-03-2016).
- خسر أمام يورغن براهمر (02-02-2012).
- انتصر على داني ماكينتوش (07-05-2011).
- خسر أمام روبرت ستيغليتز (17-04-2010).

## إحصائيات
خاض خلال مسيرته 36 نزالا، فاز في 30 وتعادل في 1 وخسر في 5. فاز بالضربة القاضية في 13 نزالا.

## روابط خارجية
- إدوارد جوتكنيتشت على موقع بوكس ريك (الإنجليزية) (registration required)